# 簡沛
簡沛（？—？年），江西瑞州府上高縣人，民籍。明朝政治人物。

## 生平
兵部郎中簡芳之子。正德八年（1513年）癸酉科江西乡试舉人，正德九年（1514年）联捷甲戌科二甲第十八名進士，嘉靖元年（1522年）官至广州府知府，升两浙运使，後以贪赃被革职。

## 家族
曾祖簡惟敏；祖父簡昇瑤。父簡芳。